# Minobacač
Minobacač je topničko oružje koje se sastoji od tri osnovna dijela: cijevi, podloge i dvonošca. Projektil koji se ispaljuje iz minobacača zove se mina. Minobacači služe kao oružje za blisku podršku. Rasprostranjeni su zbog jeftine proizvodnje, pokretljivosti, lakog održavanja i obučavanja. Minobacači se proizvode u mnogim zemljama, jer izrada nije tehnološki zahtjevna.

## Povijest razvoja i uporabe
Prvi minobacači pojavili su se za Američkog građanskog rata, dok za vrijeme Rusko-japanskog rata 1904. došlo je do ponovnog zanimanja za to oružje. U Prvom svjetskom ratu minobacač je bio usavršen jer je projektil mogao upasti direktno u rov zbog svog visokog kuta upada, što nije bilo dostižno topovima. Današnji oblik i kalibri minobacača ostali su skoro nepromijenjeni od Prvog svjetskog rata.

## Način rada
Minobacačka paljba je paljbeno djelovanje jednog ili više minobacača. Minobacač je vrsta topničkog oružja namijenjenog za djelovanje po živoj sili i paljbenim sredstvima, koja se nalaze na otvorenom prostoru i u prirodnim i umjetnim zaklonima. Minobacači se odlikuju relativno malom masom, relativno velikom moći djelovanja projektila i jednostavnom konstrukcijom. Imaju okomitu putanju (ciljanje se vrši pod kutevima elevacije 45-85°), te je pored ciljanja ciljeva iza zaklona, olakšan i izbor i maskiranje paljbenog položaja (može djelovati iz jaruga, udolina, šuma itd.) Najčešće se izrađuju s glatkim cijevima (cijevi bez žljebova za uvrtanje projektila pri napuštanju cijevi). Najčešće je minobacač sastavljen od cijevi, podloge, lafeta (u obliku nožica) i ciljnih sprava. S minobacačem se može paljbeno djelovati zasebno, a može se djelovati u paru, kada djeluje pomoću paralelnog snopa, te rafalno, odnosno s izbacivanjem mina, dok su druge u zraku. Vrlo je opasno i podmuklo njegovo djelovanje i brzo se s njim može zauzeti drugi položaj, jer danas postoje instrumenti za njegovo brzo otkrivanje, kada i on postaje meta. Minobacači koriste uglavnom:  trenutne mine, dimne mine (za stvaranje dimnog zastora) i osvijetljavajuće mine (za osvjetljavanje bojišta noću).
Kut djelovanja je između 30 i 70 stupnjeva. Mina se sastoji od bojne glave, vrata i stabilizatora. Na dnu mine je upaljač, koja inicira prvo punjenje koje omogućava kretanje prema cilju, dok stabilizatori iniciraju rotaciju i stabilizaciju putanje projektila.

## Podjele po kalibru
- laki minobacači - kalibri do 80mm
- srednji minobacači - od 80mm do 100mm
- teški minobacači - više od 100mm

## Vrste projektila
- razorni
- rasprskavajući
- zapaljivi
- kemijski i biološki
- osvjetljavajući
- dimni
- manevarski
- atomski (taktička atomska bojna glava,120 mm,Francuska vojska)

Upaljači koji se koriste mogu biti: udarni ili blizinski

## Primjeri
- Soltam M-66
- Brixia Model 35